# ピーターパン♠症候群
『ピーターパン♠症候群』（ピーターパンシンドローム）は酒井まゆによる日本の漫画作品。

## 概要
集英社の漫画雑誌『りぼん』にて2005年2月号から同年10月号にかけて連載された。単行本はりぼんマスコットコミックスから全2巻。
酒井にとっては『永田町ストロベリィ』の終了から8か月ぶりの新作だった。
超能力というファンタジー的なものを扱った作品であるが、ストーリーが進むにつれて、超能力の恐ろしさや超能力者を収容研究している「研究所」の存在、琥珀の誕生の秘密などSF的な面を見せるようになる。
全9話という短い話数で終了した。琥珀が夜しか能力が使えない謎・透子が転校してきた「本当の目的」など多くの伏線を残していることや、単行本にて作者が「もう少し描きたかった」などの発言をしていることから、打ち切りによる終了であったと推測される。

## あらすじ
12歳の少女、蓮見琥珀は、自分が幼い頃に行方不明になった母親を捜して新しい街に引っ越してきた。
一見普通の少女である琥珀には不思議な力があった。彼女は、太陽が隠れている間（夜中や雨・雪の日）だけ空を飛ぶ事や、物を浮かすことが出来る超能力を持っていたのだ。
引っ越してきたその日の夜、母を捜し空を飛ぶ琥珀は不意に携帯電話を高層マンションのベランダに落としてしまう。一方そのマンションに住む少年、橘夕露は不思議な思いでその携帯電話を手にする。
その後、ふとした弾みで教室の窓から転落した夕露を琥珀は空を飛んで助ける。しかし、その光景を見たクラスメイト達は琥珀を気味悪がり、その場から逃げ出してしまう。そんな中、ただ一人夕露だけは琥珀を恐れず、琥珀が落とした携帯電話を差し出しその力を受け入れることを誓う。
斯くして琥珀と力の秘密を共有することになった夕露は、琥珀が行方不明の母親を探していることを知り、その母親探しに協力する事になる。

## 登場人物
蓮見 琥珀（はすみ こはく）
12月27日生まれの山羊座でO型。中1。本編の主人公。太陽が隠れている間（夜中や雨・雪の日）だけ空を飛ぶ・物を浮かすなどの超能力（サイコキネシス＝念動力）を使うことが出来る。幼い頃からその超能力ゆえに引越しを繰り返しており、今回「母親がいる」という街に引っ越してきた。能力の代償として、ある程度で体の成長を止められてしまっているため、やや幼めの外見をしている。基本的に天然で楽天的、そして前向きで友達想いな性格。夕露に惹かれている。最終回では髪が伸びており、少しだけ大人びている。
橘 夕露（たちばな ゆうろ）
2月20日生まれのうお座でA型。琥珀の同級生。成績優秀、容姿端麗の美少年。女生徒に幅広く大人気。山西たちが琥珀の力を学校中に言いふらした際、夕露の一言の否定で学校中が納得するなど、かなりの影響力を持つ。家は金持ちで、38階建てのマンションの最上階に住んでいる。父親が医者であり、自身も医者になるよう母親に過大な期待をかけられていた為、夢を失い、後ろ向きであった。ゆえにかなり無気力な少年だったが、琥珀と出会った事で生きる気力を与えられた。非常に頭が切れ、表面上は冷たく、日常的に憎まれ口を叩いたりもするが、決して冷血漢ではない。琥珀の能天気な性格に呆れつつも、彼女をやさしく見守っている。暁里とは双子（二卵性）で、4年に1度は暁里を尊敬するらしい。琥珀の力になる為に大学は医学部を希望する。
橘 暁里（たちばな あかり）
プロフィールは夕露と同じ。夕露の双子の弟で夕露曰く「悪人ではないけどバカ」。夕露とは正反対で社交的で明るく、琥珀と性格的に近いものがある。夕露が琥珀に惹かれたのもその辺りが関わっている。夕露と喧嘩し落ち込んだ琥珀に夕露以外にも友達を作ればと提案し、自分の友達を紹介する。琥珀に紹介している友達の中に先輩もいることから、かなり交友関係が広いと思われる。
鏡 透子（かがみ とおこ）
8月21日生まれのB型。中1。琥珀の友達。幼い頃から超能力を恐れられ、友人がおらず、研究所では琥珀より優れた超能力を誉められ（研究材料として優れていたからなのだが）それを心の支えにしていたようだ。久々に見つけた琥珀に自分にいない「友人」や「彼氏」がいる事に嫉妬し、その魅力で夕露を奪おうとし、強引なキスもした。実は成長して能力が衰えつつあったため、研究所からはお払い箱にされていたが、琥珀の友情に救われる。
蓮見 鈴（はすみ りん）
12月24日生まれの山羊座でO型。琥珀の父親。研究所の元所員。琥珀に超能力の事を口外しない様に常に言い聞かせる。彼自身も実は「人の心が読める」という力を持った能力者であったが、妻の雫にだけそのことを明かしていた。琥珀には保護者として厳しく接することもあるが、大切に思っており優しく見守っている。
蓮見 雫（はすみ しずく）
琥珀の母親。琥珀には長い間行方不明だと知らされていたが、実はすでに亡くなっていた。「空を飛ぶ、物を浮かせる、人や動物に意識を移らせる」という3つの力を持っていた。体を壊し自分の命が長くないことを悟った時、その3つ目の力を使い、ウェンディに意識を移らせた。以来ウェンディとして琥珀を見守っていた。
ウェンディ
琥珀のペットの黒猫。人間の言葉を話せる翼猫。元々は研究所で飼育されて（研究材料として飼われていた模様）おり、遺伝子を合成したキメラか希少な幻獣のサンプルだと思われる。背中に羽が生えており、空を飛ぶ事が出来る。琥珀の母親・雫が力を使い自分の意識を移しており、姿は人間ではないものの母親そのものである。その為、琥珀の父親・鈴と琥珀の運命について語るなど、琥珀に対して強い思いを持っている。琥珀が自分の運命を知った後に「ある選択」をするように言う。
安西（あんざい）
蓮見一家がいた研究所の所員。鈴とは知り合いのようでお互いを「鈴」「安西」と呼んでいる。田中とともに琥珀を研究所に連れ戻そうとする。はじめは夕露により阻止され、最終的にも琥珀が拒否し、失敗に終わる。
田中（たなか）
研究所の新米所員。安西とともに琥珀を研究所に連れ戻そうとしたが、琥珀の無邪気さに心打たれ、「あの子には青空の下で生きるほうがきっと似合います」と安西に言い、結果的に安西の計画を阻止してしまう。初めて琥珀に会った際、能力を見せてほしいと琥珀に頼み、琥珀もあっさり能力を見せる。
山西（やまにし）とその仲間達
いじめっ子。真山をパシリに使っていた。仲間の一人が、誤って夕露を窓から突き落としてしまう所を、琥珀が力を使い、助ける。それを目撃した山西たちは、次の日、学校中にそのことを言いふらす。
真山（まやま）
いじめられっ子。正義感の強い琥珀により何度か助けられるが、力を使った琥珀を見た途端に琥珀を振り払い、逃げてしまう。

## 題名の意味
本来「ピーターパン症候群」という言葉は大人げなく子供じみた行動をとり、成長する事を拒絶する状態を意味する。しかし、この作品の中では、主人公、琥珀の体質（遺伝子操作の為、超能力を身につけている代わりに第二次性徴も訪れず、大人になれないこと）を暗示している言葉となっている。

## 余談
- 琥珀とウェンディの、もうひとつの超能力のアイディアを読者から募集した事があった。その際に最優秀賞に選ばれたのが、琥珀は「雨上がりの後に、人が乗る事の出来る虹をかけられる」、ウェンディは「うかつにくしゃみをすると、火を吹いてしまう」というものだった。作品中に取り入れる構想もあったようだが、急遽終了が決まってしまった事で、第8話（最終回の1話前）の一色刷の扉に採用されるにとどまってしまった。なお、募集の際に作者である酒井自身が出した例は「琥珀が目からビームを出し花を咲かせる」という、本編で使い様がないものであった。
- 超能力を扱う作品にしては珍しく、全話中で一度も超能力の正式な呼び方（サイコキネシスやテレパシーなど）を使っていない。

## 書誌情報
- 酒井まゆ『ピーターパン♠症候群』集英社〈りぼんマスコットコミックス〉、全2巻
  1. 2005年8月12日発売[1]、ISBN 4-08-856631-9
  2. 2005年12月15日発売[2]、ISBN 4-08-856657-2